# Chienkosaurus ceratosauroides
Il chienkosauro (Chienkosaurus ceratosauroides) è un dinosauro carnivoro, appartenente ai teropodi. Visse nel Giurassico superiore (Titoniano, circa 150 milioni di anni fa) e l'unico resto fossile ritrovato (un dente) è stato rinvenuto in Cina.

## Classificazione
Questo dinosauro è conosciuto soltanto grazie a un dente ricurvo e seghettato, proveniente con tutta probabilità dalla premascella, lungo circa 7 centimetri. Il fossile, insieme ad altri tre denti, proviene dalla formazione Shangshaximiao nel Sichuan ed era stato descritto nel 1942 ad opera di Young. Successivamente gli altri tre denti sono stati attribuiti a un coccodrillo, probabilmente Hsisosuchus (Dong et al., 1983). Il dente "sopravvissuto" possiede una carena anteriore e presenta una seghettatura ridotta, ma non è chiaramente distinguibile dai denti premascellari di altri grandi dinosauri carnivori cinesi, come Sinraptor e Yangchuanosaurus.
A Chienkosaurus sono stati ascritti altri fossili (un'ulna e parte di una vertebra caudale), ma l'identità è ugualmente dubbia: l'ulna è simile a quella dell'enigmatico Piatnitzkysaurus del Sudamerica, ma non è ricurva posteriormente, e l'olecrano sembra essere spezzato. Inoltre, non si conoscono ulne di sinraptoridi per poter fare un raffronto. Il caudale, invece, proviene da una località differente e Young lo ascrisse con qualche dubbio a Chienkosaurus. L'epiteto specifico, ceratosauroides, si riferisce alla presunta somiglianza di Chienkosaurus con il più noto Ceratosaurus nordamericano. 